# Más que una bendición
«Más que una bendición» es una canción interpretada por el grupo Fangoria, incluida en su tercer álbum de estudio Naturaleza muerta. Compuesta por Alaska, Luis Prosper y Nacho Canut y producida por Carlos Jean, fue lanzada el 9 de marzo de 2003 como cuarto y último sencillo bajo el sello discográfico Subterfuge Records. El sencillo se puso únicamente a la venta a través de la página web de la discográfica. Además para acompañar el lanzamiento se crearon varias remezclas que figuraron la edición del CD. Inspirada en la música house, posee elementos de la electrónica y el dance-pop.

## Antecedentes
Alaska, Luis Prosper y Nacho Canut compusieron «Más que una bendición», mientras que fue producida por Carlos Jean y Fangoria.

## Publicación y remezclas
El 26 de noviembre de 2001, Subterfuge promocionó un concurso que permitió a los fanáticos de Fangoria votar por el próximo sencillo del grupo. Al participar, tuvieron la oportunidad de ganar dos pases VIP para asistir al concierto de Fangoria en Madrid el 18 de enero de 2002, donde pudieron conocer a Alaska y Nacho Canut. Para participar, solo debían enviar un mensaje de texto seguido del código correspondiente a la canción que preferían entre las tres opciones: «Eternamente inocente», «Más que una bendición» y «Hombres». También se mencionó que la nueva página web de Fangoria estaría disponible pronto, pero ya se podía acceder a ella para obtener más detalles sobre el concurso y consultar los resultados.
El 2 de febrero de 2003, Subterfuge dio un comunicado mencionando que fue la canción elegida para el próximo CD sencillo de remezclas del álbum. El 9 de marzo salió a la venta, incluía la canción original y tres remezclas realizadas por SubjectiveSound, Javier García y Betelgeuse. Este, al igual que Fantastic Spanish Soul! de Carlo Coupé, que contenía las remezclas ganadoras de un concurso, solo estuvo disponible para su compra en la tienda SubterfugeShop.

## Lista de canciones y formatos
| Remixes CD-Maxi |                                             |          |  |
| N.º             | Título                                      | Duración |  |
| 1.              | «Más que una bendición» (versión del álbum) | 3:43     |  |
| 2.              | «Más que una bendición» (IncursiónMental)   | 5:03     |  |
| 3.              | «Más que una bendición» (SubjectiveSound)   | 7:19     |  |
| 4.              | «Más que una bendición» ("K" remix)         | 7:06     |  |

## Créditos y personal

### Dirección
- Grabado en Loop Sound (Madrid, España)
- Ⓒ 2001 Subterfuge Records

### Personal
- Alaska: voz, composición, producción
- Ignacio Canut: composición, producción
- Luis Prosper: composición
- Carlos Jean: composición, producción
- Rafa Spunky: coros
- José Luis Crespo: masterización
- Carles Congost: fotografía
- Javier Aramburu: dirección artística, diseño

Créditos adaptados de las notas del álbum Naturaleza muerta.